# Райс, Стэн
Стэн Райс (англ. Stan Rice; 7 ноября 1942, Даллас, США — 9 декабря 2002, Нью-Орлеан, США) — американский поэт и художник. Супруг писательницы Энн Райс, отец писателя Кристофера Райса.

## Биография
Райс родился в Далласе в 1942 году. Он познакомился с будущей женой Говард Аллен О’Брайен в старшей школе на курсах журналистики. В 1961 году они поженились, поле чего вместе поступили в Университет штата Калифорния в Сан-Франциско.
Райс в течение 22 лет преподавал английский и творческое письмо в своей альма-матер, был помощником директора Центра поэзии (англ. Poetry Center). В 1966 году у Райсов родилась дочь Мишель, однако в 6-летнем возрасте она скончалась от лейкемии, что привело к депрессии у Говард. После этого Стэн убедил жену бросить работу официантки и повара, чтобы стать писательницей. В 1975 году он сам опубликовал сборник стихотворений Some Lamb, рассказывающий о болезни и смерти дочери. В 1976 году был напечатан первый роман его жены «Интервью с вампиром» под псевдонимом Энн Райс, который получил всемирную известность. Тогда же Райс выпустил следующий сборник Whiteboy, за который был удостоен Премии Эдгара По от Академии американских поэтов. В 1978 году у супругов появился на свет сын Кристофер, впоследствии также ставший писателем.
В 1988 году супруги переехали в Нью-Орлеан, где в 1999 году Стэн открыл «Галерею Стэна Райса» (англ. Stan Rice Gallery). Райс занимался живописью и поэзией. В 1997 году выпустил сборник своих рисунков Paintings в издательстве Alfred A. Knopf. Его работы представлены в Художественном музее Нового Орлеана и Музее искусства Юга имени Огдена. Райс отказывался торговать своими картинами.
Стэн Райс скончался 9 декабря 2002 года от рака мозга в 60-летнем возрасте.

## Сборники поэзии
- Some Lamb (1975)
- Whiteboy (1976)
- Body of Work (1983)
- Singing Yet: New and Selected Poems (1992)
- Fear Itself (1997)
- The Radiance of Pigs (1999)
- Red to the Rind (2002)[4]
- False Prophet (2003, посмертно)[3]

## Награды
- Премия Эдгара По
- Премия Джозефа Генри Джексона[3]